# Eisenberger Becken
Das Eisenberger Becken ist ein Randbecken des Rheinhessischen Tafel- und Hügellandes zum Pfälzerwald in der Pfalz (Donnersbergkreis und Landkreis Bad Dürkheim), in dessen Westen die Stadt Eisenberg liegt. Man kann es auch als Randbecken und Teil des Alzeyer Hügellandes ansehen, zu dem es nach der naturräumlichen Gliederung nicht gehört, mit dem es aber zum Beispiel vom Bundesamt für Naturschutz zusammengefasst wird.

## Grenzen
Das Becken wird nach Norden und Osten durch die südlichsten Teile des Alzeyer Hügellandes, das Göllheimer Hügelland (bis 317,1 m) und den Grünstadter Berg (bis 336,7 m), abgeriegelt, zwischen denen nur das Eisbachtal einen schmalen Korridor zur Oberrheinebene schafft. Nach Westen verriegelt der in nächster Nähe bis gut 350 m erreichende Stumpfwald.
Im Süden wird das Becken durch die Südhänge des Kleinen Donnersbergs (bei Nackterwäldchen: 329,1 m) und seiner nordwestlichen Verlängerung nach Kerzenheim begrenzt, die am Sportplatz Kerzenheim 335,7 m erreicht und nach Westen ohne nennenswerte Scharte in den Stumpfwald übergeht. Hinter dem Südhang fließen der Rothbach (75 m tiefer als der 300 m entfernte Sportplatz) und, östlich von dessen Mündung, der Eckbach, der vom 600 m entfernten Kleinen Donnersberggipfel um 115 m überragt wird; dahinter ragt der im Vergleich zum Stumpfwald noch etwas höhere Leininger Sporn auf.

## Ortschaften
Folgende Orte liegen im Eisenberger Becken oder am Hang seiner Randhöhen (im Uhrzeigersinn, beginnend im Westen):
- Eisenberg (ohne Steinborn und Stauf); Westen
- Kerzenheim; Nordwesten
- Lautersheim; hangliche Randlage im Norden
- Quirnheim; hangliche Randlage im Nordosten
- Ebertsheim; nördlicherer Osten
- Tiefenthal; Südosten
- die Weiler Nackterhof und Nackterwäldchen, Gemeinde Neuleiningen, in hanglicher Randlage im äußersten Südosten
- Hettenleidelheim im Südwesten
- Wattenheim; Hanglage im äußersten Südwesten

## Geologie, Böden und Bergbau
Das Eisenberger Becken besteht in der Hauptsache aus einer abgesunkenen Scholle des oberen Buntsandsteins, die geologisch dem Pfälzerwald zuzurechnen ist. Es liegen jedoch an den meisten Stellen tertiäre und quartäre Gesteine auf.
Unmittelbar steht Buntsandstein nur im Südteil, östlich Hettenleidelheims, nach Nordosten entlang des Seltenbachs und, ab Ebertsheim, entlang des Eisbachs bis zu dessen Eintritt in die Rheinebene bei Grünstadt an. Zusätzlich stehen in Kerzenheim auf dem nach Westen verlängerten Rücken des Kleinen Donnersbergs, der noch zum Becken gezählt wird, Buntsandstein und lokal auch Muschelkalk an. Demgegenüber ist der Osten des Rückens bei Nackterhof, wie auch andere höhere Lagen, lössbedeckt. Im Gebiet um Eisenberg stehen fluviale Gesteine des Tertiär an mit Sand, Kies, Schluff, Ton und Kaolin.
Am Westrand haben Eisenerzvorkommen den Weg für die frühe Errichtung von Eisenhütten bereitet. Im inneren Becken wurden Klebsande und feuerfeste Tone abgebaut, woraus sich inzwischen z. T. interessante Sekundärlandschaften mit Teichen und Tümpeln, Sümpfen und Pionierwäldern entwickelt haben; außerhalb der Abbaugebiete dominiert der Ackerbau.